# Tarak Dhiab
Tarak Dhiab (arabe : طارق ذياب), né le 15 juillet 1954 à Tunis, est un footballeur tunisien. Actif de 1972 à 1990, principalement au sein de l'Espérance sportive de Tunis et en équipe nationale, il évolue au poste de milieu de terrain.
Après sa retraite, il devient consultant sportif puis ministre de la Jeunesse et des Sports. Il est également chroniqueur sportif pour des matchs de football auprès de chaînes de télévision du Golfe, notamment BeIn Sports.

## Biographe

### Carrière sportive

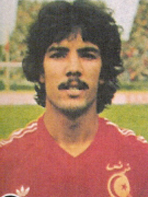
Tarak Dhiab en 1978.

Meneur de jeu et stratège de la sélection tunisienne lors de la coupe du monde 1978 en Argentine, il apprend le football au sein de la première école de football constituée par Abderrahmane Ben Ezzedine en 1966 et a notamment pour camarades Hédi Bayari et Lotfi Laâroussi. Il remporte le championnat des écoles en 1967, avant de rejoindre l'Association sportive de l'Ariana, puis est formé à l'Espérance sportive de Tunis où il poursuit toute sa carrière. Il est le seul joueur tunisien à gagner le trophée du ballon d'or africain en 1977. Portant le numéro 10, il est habile et apprécié en Tunisie.
En Arabie saoudite, où il joue deux saisons, il réussit à remporter le ballon d'or. En 1987, à l'occasion de son retour en sélection nationale, il réussit à qualifier la Tunisie aux Jeux olympiques d'été de 1988 en marquant deux buts face à la sélection marocaine.
En 1990, il fait ses adieux à la sélection nationale après un match face à l'équipe d'Angleterre (1-1). En janvier 1992, à l'occasion d'un match opposant l'Espérance sportive de Tunis à la Juventus, Dhiab participe aux premières 35 minutes du match et fait une dernière fois étalage de son talent. En 2000, il est élu meilleur footballeur tunisien du XXe siècle.
Après avoir raccroché, il ouvre un magasin d'articles sportifs et préside l'Association sportive de l'Ariana, avant d'opter pour le travail de consultant sportif sur la chaîne de télévision BeIn Sports. En 2020, il y fait son retour après une suspension.

### Palmarès
Tarek Dhiab possède un palmarès sportif exceptionnel en Tunisie : 
- Lauréat du championnat de Tunisie : 1975, 1976, 1982, 1985, 1988 et 1989 avec un total de 353 matchs et 107 buts[4]
- Vainqueur de la coupe de Tunisie : 1986 et 1989 avec un total de 45 matchs et 13 buts[4]
- Vainqueur de la coupe d'Arabie saoudite : 1979
- 20 matchs en coupes africaines de clubs et 5 buts
- 4 matchs en coupes maghrébines
- 7 matchs en coupes africaines et 3 buts
- Ballon d'or africain : 1977

Il totalise ainsi 429 matchs et 128 buts avec l'Espérance sportive de Tunis.
Sélectionné en équipe de Tunisie à 108 reprises, il est avec Khaled Ben Yahia, le dauphin de Sadok Sassi, qui compte 116 sélections, mais Dhiab a été handicapé par sa suspension par le ministère de la Jeunesse et des Sports après les Jeux méditerranéens de 1983, qui l'a écarté de l'équipe nationale jusqu'à la fin de 1987. Il a disputé sa première rencontre internationale le 2 juin 1974 contre l'équipe d'Irak et sa dernière rencontre le 2 juin 1990 contre l'équipe d'Angleterre. Il a marqué quinze buts en équipe nationale.

### Affaire Dhiab
En mai 2008, il est nommé en tant que vice-président de l'Espérance sportive de Tunis responsable de la section de football. Le 6 juillet, il défraye la chronique en ne serrant pas la main du ministre des Sports Abdallah Kaâbi, lors de la remise de la coupe de Tunisie, après avoir émis des critiques quant à la gestion d'incidents en marge d'un match de troisième division. Selon lui, ce serait le ministre qui aurait détourné son regard alors qu'il s'apprêtait à lui tendre la main. Il est démis de ses fonctions le 11 juillet, alors que la majeure partie des journaux tunisiens n'ont pas commenté cette affaire, et brièvement arrêté le 14 juillet, à la sortie du parc d'entraînement du club, au motif que l'assurance de son véhicule n'était pas en règle.
En octobre, il est condamné à un mois de prison avec sursis et une amende de 300 dinars pour délits en rapport avec le code de la route, propos blasphématoires et tentative de corruption sur un agent de police ; il qualifie le procès de « coup monté ».

### Différend avec la Fédération tunisienne de football
Un différend apparaît entre le ministre et le président de la Fédération tunisienne de football, Wadie Jary sur la base du choix du sélectionneur national. En effet, fort du soutien de la FIFA qui interdit toute ingérence politique dans les affaires des fédérations, Jari ne consulte pas le ministre et engage Mokhtar Tlili comme conseiller spécial et Nabil Maâloul comme sélectionneur. Or, tous les deux sont des adhérents d'un parti politique, Nidaa Tounes, principal adversaire du mouvement Ennahdha au pouvoir, et des adversaires de toujours de Dhiab et de son allié Khaled Ben Yahia qu'il a proposé de nommer à la tête de l'équipe nationale.
Le ministre conclut que Jari lui déclare la guerre en oubliant que l'indépendance absolue des fédérations préconisée par la FIFA ne s'applique pas ici du fait que la fédération est dépendante financièrement du gouvernement. La nomination de Tlili à un poste ambigu, à côté d'une armada d'entraîneurs et de techniciens, est jugée comme un signe de mauvaise gestion de la part de la fédération qui considère qu'elle n'a pas de comptes à rendre au ministère, qui doit se contenter de financer son budget. Le conflit occupe la une des journaux et les deux parties se lancent des injures. Profitant de l'élimination provisoire de l'équipe nationale de la coupe du monde de 2014, après une défaite face au Cap-Vert, le ministère écrit à la FIFA pour se plaindre des abus de la fédération et demander son avis.
Après la plainte de Jari auprès de Rached Ghannouchi, président du mouvement Ennahdha, Hédi Benzarti, membre du comité directeur de Nidaa Tounes et président de l'amicale des présidents de clubs présente des exigences de subventions et impose l'ajournement de la reprise des compétitions jusqu'à la satisfaction de ces exigences pour mettre en difficulté le ministre. Certains espionnent même la réunion du ministre avec les clubs de la Ligue III ; Karim Hani, président de l'Union sportive de Sbeïtla, avoue avoir remis à Jari un enregistrement de cette réunion. Cependant, la démission de Maâloul, la qualification miraculeuse de l'équipe nationale, la réponse de Jari à la FIFA où il nie l'ingérence du ministère et l'intervention du chef du gouvernement apaisent momentanément la situation.

### Activités politiques
Le 24 décembre 2011, il devient ministre de la Jeunesse et des Sports au sein du gouvernement de Hamadi Jebali, où il est assisté d'un secrétaire d'État, Hichem Ben Jemaa. Il est reconduit au sein du gouvernement d'Ali Larayedh, où il est assisté d'un autre secrétaire d'État, Fethi Touzri.
Pressenti comme candidat d'Ennahdha pour les élections législatives de 2014 dans la première circonscription de Tunis, il ne s'inscrit pas sur les listes électorales dans les délais requis pour pouvoir postuler à un mandat électif ; il se fait finalement remplacer par Nadhir Ben Ammou.
Son nom figure sur la liste des ministres proposée par Habib Jemli, le 2 janvier 2020, en tant que ministre de la Jeunesse et des Sports.